# Thecocoelurus
Thecocoelurus (лат.) — сомнительный род динозавров-теропод, окаменелые остатки которого были обнаружены в раннемеловых отложениях (баррем) Великобритании. Таксон со сложной историей изучения, классифицировавшийся в разное время как представитель совершено разных групп теропод.

## Открытие и история изучения
Thecocoelurus известен только по половине шейного позвонка, обнаруженному священником Уильямом Фоксом на острове Уайт в XIX веке. После его смерти Фокса, позвонок вместе с остальной коллкцией Уильяма был приобретён Музеем естественной истории в Лондоне.
В 1888 году Гарри Говир Сили описал позвонок, считая, что он принадлежал роду Thecospondylus, выделив при этом новый вид —Thecospondylus daviesi. В 1901 году барон Франц Нопча переименовал его в Coelurus daviesi. В 1923 году Фридрих фон Хюне решил, что образец следует выделить из родов Thecospondylus или Coelurus и присвоить ему собственное родовое название Thecocoelurus (является сокращением от «Thecospondylus» и «Coelurus»).
Голотип, NHMUK PV R181, был найден в барремском слое формации Уэссекс. Он состоит из единственной окаменелости, передней части, примерно трети, шейного позвонка, длина которого, по оценке Сили, составляла девять сантиметров.

## Классификация
Изначально фон Хюне отнёс Thecocoelurus к Coeluridae, но в 1926 году предположил, что из-за крупного размера и характерного строения позвонка, он может принадлежать к Ornithomimidae.
Thecocoelurus был переопределён Darren Naish и его коллегами в 2001 году как представитель Oviraptorosauria, что делает его единственной находкой представителя этой группы, когда-либо найденным в Европе. Основанием для этого вывода стали многочисленные детальные сходства между образцом и шейными позвонками Caenagnathidae. Naish и др. также рассматривали Thecocoelurus nomen dubium.
В 2004 году Джеймс Киркленд выдвинул теорию о том, что Thecocoelurus мог быть не овирапторозавром, а представителем теризинозавров, близким к Falcarius, что также делает таксон уникальным для Европы.
Переоценка, проведённая в 2014 году путём сравнения образцов с окаменелостями европейских орнитомимозавров, показала, что Thecocoelurus, вероятно, был одним из самых древних известных представителей этой группы и, возможно, старшим синонимом Valdoraptor. Однако исследователи Micky Mortimer и Darren Naish выразили сомнение в его родстве с орнитомимозаврами, предположив, что он мог быть теризинозавром.